# Qahar Youyi Zhongqi
Qahar Youyi Zhongqi (prawa środkowa chorągiew Qahar; chiń. 察哈尔右翼中旗; pinyin: Cháhā’ěr Yòuyì Zhōng Qí) – chorągiew w północnych Chinach, w regionie autonomicznym Mongolia Wewnętrzna, w prefekturze miejskiej Ulanqab. W 1999 roku liczyła 219 605 mieszkańców.